# 孫秀 (西晋)
孫 秀（そん しゅう、? - 永康2年4月7日（301年5月30日）は、西晋の政治家。字は俊忠。琅邪郡の出身。

## 生涯

### 司馬倫の寵臣
孫秀の家は代々五斗米道を奉じており、孫秀自身もまたその道徒であった。若くして琅邪郡の小吏となったが、彼は狡猾・貪淫な性格であり自慢ばかりしていたので、黄門郎潘岳はその人となりを憎み、幾度も鞭打って辱めたと言われる。琅邪王司馬倫が赴任すると、孫秀は言葉巧みに媚び諂ってその信頼を得るようになった。そして文書を代行して作成するようになると、司馬倫はその文才を称えた（司馬倫は無学で皇族にあるにもかかわらず文書の読み書きさえ出来ない有様という人物だった）。咸寧3年（277年）8月、司馬倫が趙王に改封されると、孫秀もまた戸籍を趙に移し、侍郎に任じられた。その後も司馬倫の下で昇進を重ね、その謀略を一手に引き受けた。
太熙元年（290年）、司馬倫が関中の守備に就くと、孫秀もこれに付き従った。しかし、司馬倫は関中を混乱させた氐・羌の反乱を招いてしまった事で元康6年（296年）に更迭され、代わりに梁王司馬肜（司馬倫の兄）が関中の守備を任された。雍州刺史解系は弟の解結と共に、司馬倫の謀略を担当する孫秀を処刑して挙兵した氐・羌に謝罪するべきだと主張した。朝廷の第一人者であった司空の張華はこの事を司馬肜に伝えると彼もまた同意したが、孫秀の友人辛冉が司馬肜に対し「氐・羌は勝手に反したまでであり、これは孫秀の罪ではありません」と弁護を述べる、孫秀の死罪は免じられた。その後司馬倫が洛陽に召喚されるとこれに随行し、司馬倫と孫秀は当時権勢を誇っていた皇后賈南風を始めとした賈氏一派に取り入り、司馬倫に録尚書事や尚書令の地位を与えるよう求めたが、司空の張華らはやはりこれに反対したため、2人は彼を憎んだ。
元康9年（299年）12月、皇太子の司馬遹が賈南風に陥れられて廃立・幽閉されると、これに憤った右衛督司馬雅・常従督許超らは司馬遹の皇太子復位と賈南風の皇后廃立を計画し、強大な兵権を握る司馬倫の協力を仰ぐべく孫秀の元に協力を持ち掛けた。孫秀は一旦はこれに同意して司馬倫に伝えると司馬倫もまた賛同し、通事令史張林と省事張衡らに命じて政変の際には内応するよう準備させた。しかし孫秀は裏では密かに司馬倫に対し「明公（司馬倫）が賈南風と結託していたのは周知の事実であり、例え今回司馬遹のために大功を立てたとしても、周囲の圧力により止むを得ず協力したぐらいにしか思われず、明公に対する怨みは無くなっても感謝することなどないでしょう。むしろ今後過失があればそれを口実に誅殺される恐れすらあります。ここはわざと決起を遅らせ、賈南風が司馬遹を害するのを待つべきです。その後司馬遹の仇を取るという大義名分で賈南風を排除すれば、後顧の憂いを除いた上さらに大きな地位を得ることも可能でしょう」と勧めると、司馬倫は同意した。
孫秀は賈南風に対し、司馬雅らが彼女を廃して司馬遹を迎え入れようとしていると言う情報を流し、「急いで司馬遹を殺害し、周囲の希望を絶つべきです」と進言すると、 賈南風はついに黄門の孫慮に命じて司馬遹を殺害させた。永康元年（300年）4月3日、司馬倫と孫秀らは右衛佽飛督閭和・梁王司馬肜・斉王司馬冏と共に政変を決行し、賈南風を廃位して建始殿に幽閉し、賈氏一派を尽く捕らえて処刑した。司馬倫は帝位簒奪の野心を抱いていたので、孫秀と謀議して朝廷で声望がある者やかねてより怨みがある者を除くことにした。これにより張華・裴頠・解系・解結らが逮捕され、三族皆殺しとなった。側近の劉振・董猛・孫慮・程拠らも処刑され、張華・裴頠の取り巻きとみなされた者多数が罷免された。

### 権力を掌握
司馬倫は都督中外諸軍事・相国・侍中に就任して権力を手中に収めると、孫秀もまた大郡に封じられて中書令に任じられ兵権を握った。文武百官で封侯された者は数千人にも及び、みな司馬倫の指示を仰ぐようになったが、司馬倫は非識字者であったので実際には孫秀が政治を運用して百官を動かしていた。そのため衆望は次第に司馬倫ではなく孫秀の下に集まるようになった。8月、恵帝の弟である淮南王司馬允は司馬倫・孫秀らの討伐の兵を起こしたが、乱は寝返った司馬督護・伏胤が司馬允を斬り殺した事で鎮圧された。この乱を受けて孫秀は司馬允の子の秦王司馬郁・漢王司馬迪を始め数千人を連座で処刑し、その際には無関係であった者までもがその財産の没収や私怨の発散を目当てに処刑された。また孫秀は斉王司馬冏の存在も警戒し、許昌へ出鎮させて中央から遠ざけた。
孫秀が司馬倫に九錫を下賜するよう恵帝に上奏すると、百官で敢えて異議を唱える者はいなかった。しかし、吏部尚書劉頌は「かつて、漢は魏に九錫を下賜し、魏もまた晋に九錫を下賜しましたが、それはあくまで特例であり、これを平時の制度としてはなりません。周勃・霍光は功績多大な身でありましたが、九錫は与えられておりません」と反対すると、司馬倫の側近張林は怒り「劉頌は張華と結託していた。処刑すべきだ！」と述べたが、孫秀は「張華と裴頠を処刑した事で、既に民衆の信望は損なわれている。そのうえで劉頌まで殺すべきではない」と反対すると張林は同意し、劉頌は光禄大夫に任じられた。司馬倫に九錫が下賜されると、孫秀は侍中・輔国将軍・相国司馬に任じられ、右率である事はこれまで通りであった。
永康2年（301年）1月、司馬倫の意を受けた孫秀は帝位簒奪の準備を進め、腹心に諸軍を統率させて各地に配した。また、牙門趙奉に命じて宣帝（司馬懿）の神語であると称して「東宮（相国府）の司馬倫は速やかに西宮（禁中）に入るように」と宣言させた。司馬倫が恵帝に禅詔（帝位を譲る詔）を書かせて帝位を簒奪すると、孫秀は侍中・中書監・驃騎将軍に任じられ、儀同三司の特権を与えられた。さらに司馬倫は孫秀を厚遇するようになり、かつて文帝司馬昭が相国だった時に住んでいた内庫に住まわせた。政事は孫秀が専断するようになり、事の大小にかかわらず、すべて孫秀の許可を得てから実行に移された。また司馬倫の詔を下した際には、孫秀がしばしばそれを書き換えた上で詔書とした。朝に出された勅命が夜には変えられるといった事も多く、百官の異動も頻繁に行われた。
孫秀は国家の大権を掌握すると、ほしいままに奸謀をなし、多くの忠臣・良将を殺して私欲を満たしたという。また孫秀は同じく側近の張林と以前より関係が悪く、表面上はお互い尊重し合っていたが、裏では妬み合っていた。また、張林は自らに開府の特権が与えられなかったことを恨み、太子司馬荂に手紙を書いて「孫秀は専権して人心を失っており、功臣も全て小人で朝廷を乱しております。まとめて誅殺すべきです。」と勧めた。だが、司馬荂はこの手紙を司馬倫に見せると、司馬倫は孫秀に渡した。孫秀は張林を逮捕するよう司馬倫に進言すると、司馬倫は同意した。司馬倫は華林園に宗室を集めて会合を開くと、張林を招集させた。孫秀は王輿に乗って入殿すると、張林を捕らえて三族と共に誅滅した。

### 最期
孫秀はそれぞれ強力な兵権を以て地方を治めていた斉王司馬冏・成都王司馬穎・河間王司馬顒の三王を警戒し、その補佐を名目にそれぞれ司馬倫の臣下を派遣し、また同時に司馬冏を鎮東大将軍に、司馬穎を征北大将軍に任じ特権を与えるなど懐柔を図っていた。しかし司馬冏は監視役として派遣された管襲を殺害すると、司馬倫・孫秀の討伐を掲げて挙兵し、成都王司馬穎・河間王司馬顒・常山王司馬乂・南中郎将新野公司馬歆らに使者を送って協力を呼びかけ、各地の将軍や州郡県国にも決起の檄文を送り「逆臣孫秀が趙王を誤らせた。共に誅討しようではないか。命に従わない者は三族を誅す」と宣言した。司馬穎・司馬乂・司馬歆・司馬顒はみなこれに呼応した。孫秀は討伐軍を派遣したが、百官や諸将は司馬倫と孫秀を殺害して天下に謝罪しようと考え機会を窺うようになり、孫秀はこれを恐れて中書省から外に出なくなった。
4月7日、左衛将軍王輿と尚書広陵公司馬漼が営兵700人余りを率いて南掖門から宮中に入ると、勅命を下して諸将へ宮門を押さえるよう命じ、三部司馬が内から応じた。政変を知った孫秀は中書省の南門を閉めたので、王輿は兵士に壁を乗り越えさせ、さらに家屋を焼き払った。孫秀は恐れて許超・士猗と共に逃亡を図るも、左衛将軍趙泉に斬り捨てられ、見せしめとされた。司馬倫の側近は尽く誅殺され、司馬倫もまた金墉城に幽閉された後に殺害された。司馬倫は最期に「孫秀が我を誤らせた！孫秀が我を誤らせた！」と慟哭したという。